# Element (mängdteori)
Element är en av de mest grundläggande begreppen inom mängdteorin. Element kan beskrivas som en enhet eller ett objekt som ingår i en mängd.
Om {\displaystyle M} är en mängd och {\displaystyle x} är ett element i mängden så brukar det skriva {\displaystyle x\in M}. Man säger också att {\displaystyle x} ingår i {\displaystyle M}, eller att {\displaystyle x} tillhör {\displaystyle M}.

## Exempel
- {\displaystyle 2\in \{1,2,3,4\}}
- Sverige är element i den mängd som består av alla länder.
- Talet 7 är element i mängden av alla naturliga tal.
- Mängden {\displaystyle \{0,2,5,98,9176,446402417063\}} är element i potensmängden till de naturliga talen.